# Louis Senger
Die im Jahr 1883 gegründete Rauchwarenhandelsfirma Louis Senger war das älteste, bis Anfang der 1930er Jahre noch bestehende Fellgroßhandelsunternehmen in Berlin.  Um 1913 war es der größte Betrieb seiner Branche in der Stadt.

## Geschichte
Der Kaufmann Louis Senger († 1906) hatte vor der Gründung seiner eigenen Firma bereits in Gemeinschaft mit Philipp Norden im Unternehmen „Norden & Senger“ „Pelzkonfektion betrieben“. Am 1. April 1883 wurde für Louis Senger in Berlin unter seinem Namen eine Rauchwarenhandlung in das Handelsregister eingetragen. Das Geschäft entwickelte sich gut. Die Firmenadresse war bis zum Schluss Kurstraße 32 bzw. 33 in Berlin-Mitte.
Louis Senger heiratete im Jahr 1901 Klara Senger, geborene Hammerschmidt, die Schwester eines Rauchwarenkaufmanns. Ihr Bruder Alfred Hammerschmidt trat 1902 als Stellvertreter und Lagerist in die Firma ein, im Jahr 1910 erhielt er Prokura. Dieser stellte den Handel, den er früher lediglich durch Einkäufe im Pelzhandelszentrum Leipziger Brühl getätigt hatte, auf direkten Import um. So wurden besonders alle chinesischen Pelzfelle direkt eingeführt und amerikanische Ware auf dem zweiten europäischen Weltmarkt für Rohfelle, Garlick Hill in London, gekauft. Später wurden auch die nordamerikanischen Felle direkt aus Amerika bezogen. Seit 1902 wurde in Leipzig bei dem Kommissionär Josef Einschlag (* um 1860; † nach 1939), Brühl 47, eine Filiale unterhalten.
Im Dezember 1906 starb der Gründer Louis Senger und Klara Senger und Alfred Hammerschmidt führten das Unternehmen weiter. 1908 wurde der Import von südamerikanischen Fellen aufgenommen und in größerem Umfang nordamerikanische Artikel. Aus Südamerika kamen vor allem Nutriafelle, für die das Unternehmen zum Spezialisten wurde. Im Jahr 1908 wurde in Leipzig, Brühl 66, unter eigener Firma eine Filiale gegründet, die bis zum Kriegsausbruch das ganze Vorderhaus mit Ausnahme der ersten Etage belegte. Diese Filiale bestand bis in das Jahr 1923.
Der Umsatz im Jahr 1912 betrug etwa 1,5 Millionen Mark. Am 1. Januar 1913 wurde das Unternehmen in eine Kommanditgesellschaft mit einer Einlage von 300.000 Mark umgewandelt. Kommanditisten wurden Alfred Hammerschmidt mit 150.000 Mark, seine Schwester Klara Senger mit 50.000 Mark, außerdem mit einer Einlage von 100.000 Mark die Firma „Samuel & Rosenfeld“ aus Hamburg, die dafür ihre bis 1912 bestehende Berliner Filiale aufgab. Außerdem war jeder Inhaber verpflichtet, dem Unternehmen einen Kredit in gleicher Höhe wie seine Beteiligung zur Verfügung zu stellen. Im Jahr 1913 betrug der Umsatz über 2,5 Millionen Mark, damit war das Unternehmen das damals größte der Branche in Berlin. Das Kommanditverhältnis mit S. Samuel & Rosenfeld dauerte bis 1919, Alfred Hammerschmidt und Klara Senger übernahmen zu gleichen Teilen die Kommanditeinlage. Im Adressbuch des Jahres 1913 ist die Firma Louis Senger, Felle- und Rauchwarenhandlung auf der Kurstraße 32, parterre verzeichnet. Persönlich haftende Gesellschafter waren Alfred Hammerschmidt und Ferdinand August Martin Schuster. Im Jahr 1915 schied der Gesellschafter Schuster wieder aus, ohne dass dadurch Kapital entzogen wurde.
Der Erste Weltkrieg (1914 bis 1918) unterbrach die Geschäftstätigkeit, da das Unternehmen rein auf Import eingestellt war. Seit 1924 beschäftigte man sich dann mit dem Handel deutscher Fellarten, von Maulwurf und speziell von Kanin. Zu diesem Zweck wurde 1926 ein Pelzveredlungsunternehmen in Rötha erworben („Deutsche Rauchwaren-Zurichterei und Färberei“), außerdem im Jahr 1928 eine große Beteiligung an dem Pelzveredler „Kuppe A.G. Naunhof“.
Die tägliche Arbeit machte wohl vor allem Klara Senger. Der von den Nationalsozialisten ermordete Rauchwarenkaufmann und Geschichtsschreiber der Pelzbranche Philipp Manes bezeichnete nur sie 1940 als „Inhaberin“, die das Geschäft bis zum Schluss weiter führte. Er schrieb ferner: „Die Firma gehörte der vorigen Generation an, ist aber aus dem Bilde unserer Zeit nicht fortzudenken, weil wir an ihr beobachten können, wie eine tüchtige, energische Frau – es gab deren in unserer Branche nicht viele – auch ein grosses Geschäft, wenn es gut fundiert ist, leiten kann. Sie war unermüdlich tätig, vom frühesten Morgen an im Kontor. An ihrem Bruder, Alfred Hammerschmidt, hatte sie die beste Stütze, als gelernter Rauchwarenhändler besass er die notwendigen Kenntnisse, um die schwierigen Rohgeschäfte mit Südamerika durchzuführen und gewinnbringend abzuwickeln. – Grosser eigener Hausbesitz zeigt, wie man verstand zu verdienen.“
Nach dem Tod seiner Schwester im Jahr 1927 führte Alfred Hammerschmidt das Unternehmen zwar noch weiter fort, jedoch „nur noch mit erlahmendem Interesse“. Er konnte nicht mehr im gewohnten Umfang Ware aus London beziehen, „der rege Mann konnte sich an die Untätigkeit nicht gewöhnen und suchte sich ein anderes Betätigungsfeld. Er beteiligte sich an einer Stoffkonfektionsfirma und führte sie mit bestem Erfolge, bis sie 1938 der Auflösung verfiel“ (wahrscheinlich wie viele andere, als jüdischer Betrieb zwangsaufgelöst). Nur noch als „L. Senger, Kurstraße 33“ scheint der Name letztmals 1932 im Adressbuch aufgeführt zu sein.